# The Girl and the Dogs
|  | Denne artikel er oprettet af botten PalnaBot ud fra en ekstern database. Den kan derfor have sproglige fejl eller mangler. Denne skabelon kan fjernes efter kontrol af indholdet. |

The Girl and the Dogs er en film instrueret af Selma Vilhunen, Guillaume Mainguet.

## Handling
De tre teenagere Mette, Lina og Anna Sophie, er på vej til en fest. Da de opdager noget foruroligende på den lokale strand, forandres deres venskab for altid.